# Moeche

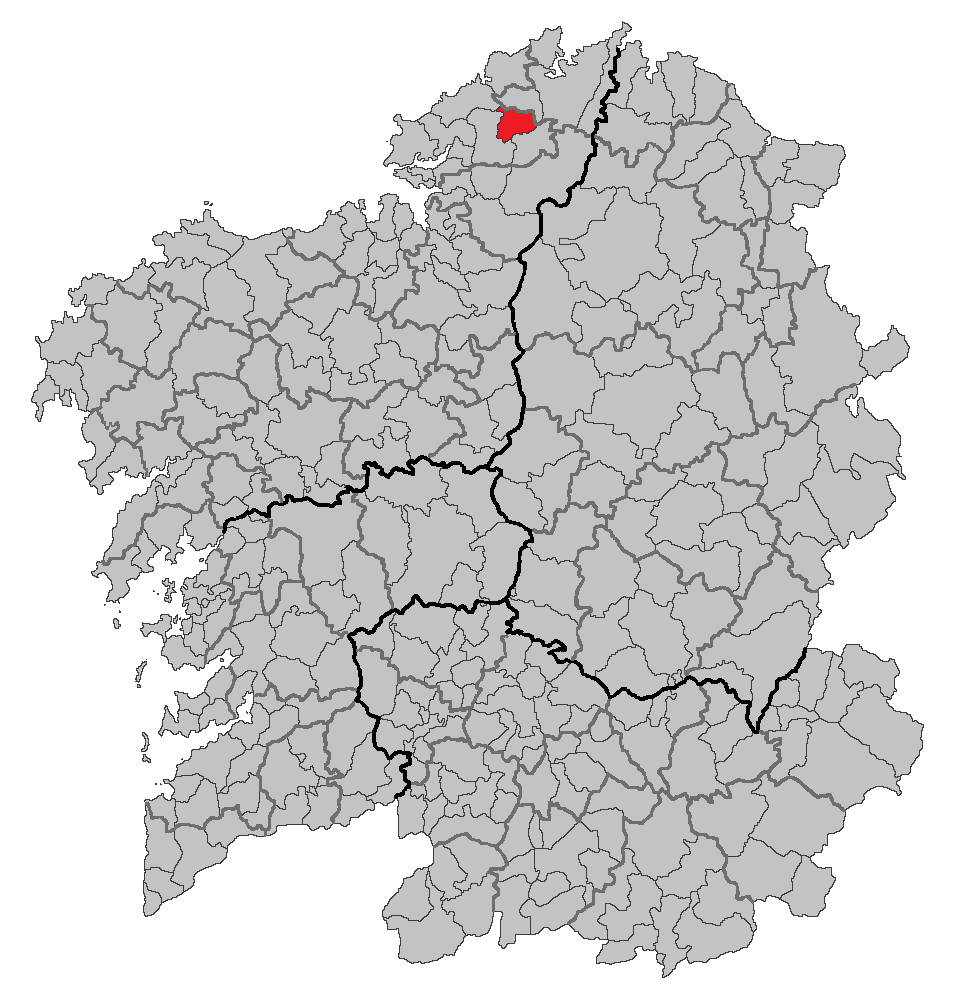
Localização de Moeche

Moeche é um município da Espanha na província 
da Corunha, 
comunidade autónoma da Galiza, de área 48,74 km² com 
população de 1441 habitantes (2007) e densidade populacional de 29,98 hab/km².

## Demografia
| Variação demográfica do município entre 1991 e 2004 | Variação demográfica do município entre 1991 e 2004 | Variação demográfica do município entre 1991 e 2004 | Variação demográfica do município entre 1991 e 2004 |
| --------------------------------------------------- | --------------------------------------------------- | --------------------------------------------------- | --------------------------------------------------- |
| 1991                                                | 1996                                                | 2001                                                | 2004                                                |
| 1763                                                | 1601                                                | 1489                                                | 1461                                                |

## Património edificado
- Castelo de Moeche